# Manel Vila i Valls
Manel Vila i Valls (Sant Feliu de Codines, 1950) és professor i va ser alcalde de Castellterçol des de l'any 1991 fins a l'any 2011.
Viu a Castellterçol des de l'any 1973 quan, acabats els estudis de Pedagogia, hi obtingué una plaça de professor titular a l'Escola Pública Ramona Calvet (CEIP Ramon a Calvet i Picas). El 1998 passà a les oficines del Departament d'Ensenyament de la Generalitat per a treballar com a tècnic superior de l'Oficina de Cooperació Educativa i Científica amb la Unió Europea.
Membre de CDC, encapçalant la llista municipal d'aquest partit obtingué l'alcaldia de Castellterçol el 15 de juny del 1991. Va ser reelegit successivament en les eleccions dels anys 1995, 1999, 2003 i 2007. És conseller comarcal des del 1991, i va formar part de la Comissió d'Ensenyament de l'Associació Catalana de Municipis i Comarques i del Consell Escolar Territorial de Barcelona i Comarques. El 1996 va ser nomenat membre del Consorci del Moianès pel Consell Comarcal i també del Consell Rector de l'Escola d'Administració Pública de catalunya.